# Abdullah al-Joud
Abdullah Abdulaziz al-Joud (arabisch عبد الله عبد العزيز الجود, DMG ʿAbd Allāh ʿAbd al-ʿAzīz al-Ǧūd; * 10. Juli 1975 in al-Qatif) ist ein ehemaliger saudischer Leichtathlet, der sich auf den Langstreckenlauf spezialisiert hat.

## Sportliche Laufbahn
Erste internationale Erfahrungen sammelte Abdullah al-Joud bei den Crosslauf-Weltmeisterschaften 2009 in Amman, bei denen er nach 39:11 min auf den 97. Platz gelangte. Im Jahr darauf nahm er an den Asienspielen in Guangzhou teil und belegte dort in 13:52,34 min den fünften Platz im 5000-Meter-Lauf. 2011 gelangte er bei den Militärweltspielen bis ins Finale, konnte dort sein Rennen aber nicht beenden. Anschließend startete er über 5000 m bei den Weltmeisterschaften in Daegu, erreichte aber auch dort im Vorlauf nicht das Ziel. Im Dezember wurde er dann bei den Panarabischen Spielen in Doha in 29:24,89 min Vierter im 10.000-Meter-Lauf. 2012 qualifizierte er sich über 5000 m für die Teilnahme an den Olympischen Spielen in London, verpasste dort aber mit 14:11,12 min den Finaleinzug. Im Jahr darauf erreichte er bei den Islamic Solidarity Games in Palembang nach 14:45,47 min Rang vier über 5000 m und bei den Halbmarathon-Weltmeisterschaften 2014 in Kopenhagen wurde er mit neuen Landesrekord von 1:02:58 h 48. Bei den Crosslauf-Weltmeisterschaften 2015 in Guiyang erreichte er nach 39:43 min Rang 79 und anschließend konnte er seinen Finallauf bei den Militärweltspielen im südkoreanischen Mungyeong nicht beenden. Daraufhin beendete er vorübergehend seine aktive sportliche Karriere, versuchte sich aber 2018 erneut im Halbmarathon, ehe er dann im Alter von 42 Jahren endgültig mit dem Leistungssport aufhörte.
2012 wurde al-Joud saudi-arabischer Meister im 1500-Meter-Lauf sowie über 5000 m.

## Persönliche Bestzeiten
- 1500 Meter: 3:42,42 min, 30. Mai 2012 in Riad
- 3000 Meter: 7:49,04 min, 18. Juli 2010 in Tanger
- 5000 Meter: 13:11,61 min, 27. Mai 2012 in Rabat
- 10.000 Meter: 29:24,89 min, 16. Dezember 2011 in Doha
- Halbmarathon: 1:02:58 h, 29. März 2014 in Kopenhagen (saudischer Rekord)